# No ni Saku Hana no Yō ni
No ni Saku Hana no Yō ni è un singolo del cantante rock giapponese Gackt, pubblicato il 7 febbraio 2007.

## Tracce
1. No ni Saku Hana no Yō ni (野に咲く花のように) – 5:36
2. No ni Saku Hana no Yō ni (Minna no Uta) – 4:27
3. No ni Saku Hana no Yō ni (PF Style) – 5:29
4. No ni Saku Hana no Yō ni (Instrumental) – 5:36
5. No ni Saku Hana no Yō ni (PF Solo) – 5:22